# Heribert Hellenbroich
Heribert Hellenbroich (* 14. Mai 1937 in Köln; † 10. Juli 2014 in Köln-Roggendorf/Thenhoven) war von 1983 bis 1985 Präsident des Bundesamts für Verfassungsschutz und im August 1985 für einen knappen Monat Präsident des Bundesnachrichtendienstes (BND).

## Leben
Hellenbroich wuchs in Köln auf, besuchte dort das Friedrich-Wilhelm-Gymnasium und studierte anschließend Jura und Staatswissenschaften in Köln und Göttingen. 1966 trat er ins Bundesamt für Verfassungsschutz (BfV) ein. Am 25. Juni 1981 wurde er zum Vizepräsidenten ernannt und übernahm am 13. Mai 1983, nach der Versetzung von Richard Meier in den einstweiligen Ruhestand, die Leitung dieser Behörde. Hellenbroich wurde in Kreisen der regierenden CDU/CSU und der Nachrichtendienste als zu jung für das Amt abgelehnt.
Am 1. August 1985 wechselte er als Präsident zum BND, sein Nachfolger als Präsident des BfV wurde Ludwig-Holger Pfahls. Jedoch war Hellenbroichs Amtszeit beim BND nur von kurzer Dauer. Nachdem der Regierungsdirektor und Gruppenleiter in der Spionageabwehr des BfV Hansjoachim Tiedge am 19. August 1985 in die DDR übergelaufen war, trat Hellenbroich am 27. August 1985 nach nur vier Wochen Amtszeit zurück und wurde in den einstweiligen Ruhestand versetzt. Vor einem Untersuchungsausschuss des Deutschen Bundestages musste Hellenbroich aussagen und wurde von Engelbert Rombach, dem Abteilungsleiter der Spionageabwehr im BfV, diskreditiert. So sollen Hellenbroich „schwere sachliche Fehler“ bei der Telefonüberwachung der damaligen Präsidialamtssekretärin Margarete Höke unterlaufen sein und durch seine „voreilige, leichtfertige Art“ habe Hellenbroich auch die Chance vertan, einen Spitzenmann „im Zentrum eines gegnerischen Nachrichtendienstes“ für die Mitarbeit zu gewinnen. Jeder der Führungsverantwortlichen schob vor dem Untersuchungsausschuss anderen die Schuld daran zu, über den bedenklichen Lebenswandel von Tiedge informiert oder nicht informiert gewesen zu sein.
Nach dem Ende seiner Nachrichtendienstkarriere übernahm Hellenbroich die Leitung des Sicherheitsdienstleisters Industrie- und Handelsschutz GmbH (IHS) in Frankfurt am Main (heute Wisag).
Hellenbroich verstarb am 10. Juli 2014, sechs Tage nach seiner Frau. Er wurde am 14. August 2014 nach einer Trauerfeier in der Ortskirche St. Johann Baptist in Köln-Roggendorf/Thenhoven auf dem Friedhof Köln-Thenhoven beigesetzt.
Hellenbroichs jüngerer Bruder, Anno Hellenbroich, war zweiter stellvertretender Bundesvorsitzender der Europäischen Arbeiter-Partei der LaRouche-Bewegung.